# Saint-Valérien-de-Milton
Saint-Valérien-de-Milton, también conocido simplemente como Saint-Valérien, es un municipio perteneciente a la provincia de Quebec en Canadá. Está ubicado en el municipio regional de condado (MRC) de Les Maskoutains en la región de Montérégie-Est.

## Geografía
Saint-Valérien-de-Milton se encuentra en la planicie del San Lorenzo 20 kilómetros al suroeste de Acton Vale. Limita al norte con Upton, al noreste con Acton Vale, al este con Roxton, al sureste con Roxton Pond, al sur con Sainte-Cécile-de-Milton, al oeste con Saint-Dominique y al noroeste con Saint-Liboire. Su superficie total es de 107,53 km², de los cuales 106,95 km² son tierra firme. El río Negro baña el oeste del territorio del municipio.

## Urbanismo
La carretera 211 atraviesa el pueblo de Saint-Valérien-de-Milton y, al norte, sobre el nombre de chemin d’Upton, va hacia Upton y Saint-Liboire, al sur, sobre el nombre de chemin de Milton, va hacia Sainte-Cécile-de-Milton y Granby. La rue Principale atraviesa el pueblo en el eje este-oeste y va, sobre el nombre de chemin de Saint-Dominique, hacia Saint-Dominique al oeste, y, sobre el nombre de chemin de Roxton, hacia Roxton Falls al este. El chemin de l’Égypte permite de acceder a la carretera nacional 137. El MRC de Les Maskoutins administra el transporte público regional.

## Historia
En 1803, los cantones de Roxton y de Milton, cuyos partes de territorio cubren el municipio actual de Saint-Valérien-de-Milton, fueron instituidos. La parroquia católica de Saint-Valérien o Saint-Valérien-de-Milton fue creada en 1854. El municipio de cantón de Saint-Valérien-de-Milton fue formado en 1864. Durante la creación de los MRC en 1981, Saint-Valérien-de-Milton fue integrado al MRC de Acton. En 1989, se unió al MRC de Les Maskoutains. En 1994, el municipio actual de Saint-Liboire fue formada por agrupación de los municipios de parroquia y de pueblo. En 2009, se volvió el municipio de Saint-Valérien-de-Milton.

## Política
El consejo municipal se compone del alcalde y de seis consejeros sin división territorial. La alcaldesa actual (2015) es Raymonde Plamondon.
|            | 2005-2009                                                                                                  | 2009-2013                                                                             | 2013-2017                                                                              |
| Alcalde    | Raymonde Plamondon                                                                                         | Raymonde Plamondon                                                                    | Raymonde Plamondon                                                                     |
| Consejeros | Hugo Bienvenue François Désourdy Manon Girardin Noëlle Jodoin Martine Lavoie** Serge Ménard Daniel Taylor* | Martin Carrier Noëlle Jodoin Mario Laplante Martine Lavoie Serge Ménard Luc Tétreault | Jean-Guy Jacques Noëlle Jodoin Martine Lavoie Serge Ménard Karine Pageau Luc Tétreault |

* Al inicio del termo pero no al fin.  ** Al fin del termo pero no al inicio.  
A nivel supralocal, Saint-Valérien-de-Milton forma parte del MRC de Les Maskoutains. El territorio del municipio está ubicado en la circunscripción electoral de Johnson a nivel provincial y de Saint-Hyacinthe—Bagot a nivel federal.

## Demografía
Según el censo de Canadá de 2011, Saint-Valérien-de-Milton contaba con 1840 habitantes. La densidad de población estaba de 17,1 hab./km². Entre 2006 y 2011 hubo un aumento de 122 habitantes (7,1 %). En 2011, el número total de inmuebles particulares era de 731, de los cuales 683 estaban ocupados por residentes habituales, otros siendo desocupados o residencias secundarias.
Evolución de la población total, 1991-2015